# Олюторский хребет
Олю́торский хребе́т — горный хребет в азиатской части России, на территории материковой части Камчатского края. Входит в систему Корякского нагорья. Образует Олюторский полуостров. 
Олюторский хребет является наземным продолжением подводного хребта Ширшова на дне Берингова моря. Олюторско-Ширшовский горный пояс вытянут с севера на юг на 900 км. 
В значительной степени Олюторский хребет сложен меловыми кремнисто-вулканогенными образованиями, соответствующими древней океанической коре беринговоморского региона. Несмотря на небольшую высоту хребта, его верхняя часть имеет альпийский облик с характерными остроконечными гребнями и крутыми склонами, покрытыми движущимися осыпями. Часты глубокие ущелья и троги.
Климат приокеанический с коротким прохладным летом, длительными туманами и дождями. Зимой ветренно, морозы относительно небольшие.
Растительность представлена горными и приморскими тундрами, стланиками, каменноберезовыми рощами, лугами.